# Josef Kuchinka
Josef Kuchinka (21. října 1925, Praha – 12. ledna 2015) byl český dirigent.

## Život
Narodil se v Praze a hudbě se začal věnoval po vzoru svého otce, který byl členem orchestru Národního divadla. Studoval hru na varhany a dirigování na Pražské konzervatoři, kde v roce 1946 ukončil studia (dirigování u Zdeňka Chalabaly a varhanní oddělení). Od roku 1945 začal pracovat jako operní sbormistr, mezi roky 1949 až 1951 působil jako dirigent Armádního uměleckého souboru Víta Nejedlého. Následně se stal dirigentem v ostravské opeře Státního divadla (mezi lety 1951 až 1960). Později začal spolupracovat s Národním divadlem v Praze, kde působil více než třicet let (od 25. července 1960 až do 31. července 1991). Zemřel v lednu roku 2015 ve věku 89 let.
Spolupracoval také s Československým rozhlasem a s Československou televizí. V letech 1972–1974 vykonával souběžně funkci šéfa opery Divadla F.X.Šaldy Liberec. Uplatnil se také při zahraničních zájezdech opery a baletu ND, často řídil i zahraniční orchestrální soubory (Bregenz 1971, Barcelona 1972, Atény a Moskva 1975, Aschaffenburg a Luzern 1978 aj.). Zvlášť vysokého ocenění se mu dostalo v Itálii za nastudování Myslivečkova Tamerlána (spolu s režisérem L.Štrosem) – v Miláně (La Scala 1979) a v Reggio nell'Emilia (1979).